# Puccinia lateripes
Puccinia lateripes är en svampart som beskrevs av Berk. & Ravenel 1874. Puccinia lateripes ingår i släktet Puccinia och familjen Pucciniaceae.   Inga underarter finns listade i Catalogue of Life.